# Культурный ландшафт долины реки Орхон
Культу́рный ландша́фт доли́ны реки́ Орхо́н — комплексный культурный объект Всемирного наследия №1081rev с 2004 года в Монголии. Представляет собой значительную территорию (ядро: 7 537 га, буферная зона 143 867 га) вдоль берегов реки Орхон на расстоянии 360 км. к западу от Улан-Батора.
По формулировке ЮНЕСКО, этот район представляет эволюцию кочевой пастушеской цивилизации в течение двух тысячелетий. Здесь расположены многочисленные памятники культуры от VI до XIV века, включая тюркские каменные статуи и стелы, в том числе с орхонскими руническими надписями (древнетюркское письмо), а также развалины древней столицы Монгольской империи, Каракорума.  Культурные критерии: ii, iii, iv.

## Памятники и достопримечательности

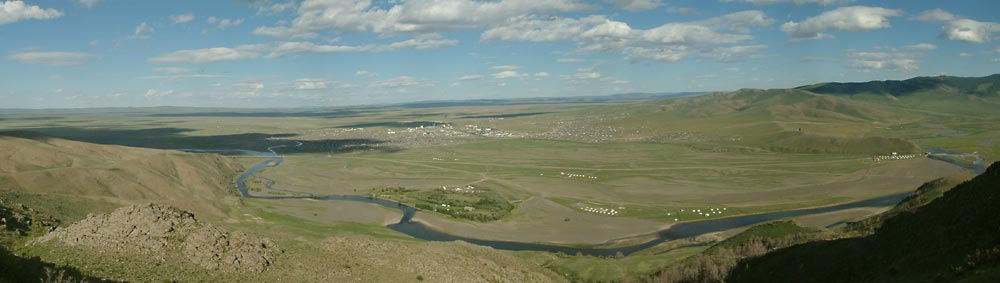

1. Тюркские надгробные памятники Бильге-хана и Кюль-тегина начала VIII века с орхонскими руническими надписями в урочище Кошо-Цайдам — основные дошедшие до нас артефакты Тюркского каганата. Они были открыты и дешифрованы русскими экспедициями 1889—1893 годов.
2. Развалины города Хара-Балгас (Карабалгасун, монг. Хар балгас — чёрный город, уйг. Орду-Балык‎), столицы Уйгурского каганата (VIII—IX век), территорией 50 кв. км., включая остатки дворцового комплекса, лавок, храмов, монастырей и т. д.
3. Развалины Каракорума, столицы Монгольской империи. Археологические находки на территории Каракорума и окрестностей экспонируются в музее «Хархорум», открытом в 2011 году.[1]
4. Монастырь Эрдэни-Дзу (монг. Эрдэнэ зуу), первый постоянный буддийский монастырь в Монголии. Частично разрушен во время репрессий 1930-х годов.
5. Монастырь Тувхен-хийд (монг. Төвхөн хийд) — другой значительный буддийский монастырь на возвышенности, на высоте 2 600 м над уровнем моря. Почти полностью разрушен в годы Народной Республики. Полностью восстановлен в 2001 году.
6. Руины монгольского дворца XIII—XIV вв. на холме Дуйт, предполагаемая резиденция Угэдэй-каана.